# Абделькахар Кадрі
Абделькахар Кадрі (араб. عبد القهار قادري, нар. 24 червня 2000, Гаммамет, Алжир) — алжирський футболіст, півзахисник бельгійського клубу «Кортрейк» та національної збірної Алжиру.

## Ігрова кар'єра

### Клубна
Абделькахар Кадрі є вихованцем алжирського клубу «Параду». З 2019 року футболіст почав тренуватися з першою командою. 15 серпня 2019 року Кадрі зіграв першу гру за основу, коли вийшов на заміну у матчі чемпіонату країни проти команди «Біскра». Восени того ж року в складі «Параду» Кадрі брав участь у Кубку конфедерації КАФ. 
В клубі півзахисник провів два сезони. В серпні 2021 року Кадрі перейшов до бельгійського «Кортрейка», підписавши з клубом чотирирічний контракт. Першу гру в чемпіонаті Бельгії Кадрі провів 27 серпня 2021 року проти «Мехелена». Початок наступного сезону Кадрі пропустив через травму коліна, в розташуванні команди футболіст з'явмвся лише в кінці грудня 2022 року. Сезон 2023/24 Кадрі розпочав в якості капітана команди.

### Збірна
У травні 2022 року Абделькахар Кадрі отримав перший виклик до національної збірної Алжиру. Дебютував в збірній футболіст 12 червня 2022 року у товариському матчі проти команди Ірану.